# Laurisilva von Madeira
Laurisilva von Madeira  ist ein Schutzgebiet für den Waldtypus Laurisilva (Lorbeerwald) auf der portugiesischen Insel Madeira. Es ist seit dem 2. Dezember 1999 UNESCO-Weltnaturerbe.

## Flora
Der Lorbeerwald weist subtropische Pflanzenarten auf, die im klimatisch wärmeren Tertiär auch in Europa und im Mittelmeerraum (Südeuropa, Nordafrika und Südwestasien) heimisch waren. Während in Europa diese Pflanzen durch die Eiszeiten verschwanden und im Mittelmeerraum während der letzten Eiszeit, konnte sich diese Pflanzengesellschaft teilweise auf den Kanarischen Inseln sowie auf Madeira und den Azoren (Makaronesische Inseln) halten. Die Lorbeerwälder Madeiras und im restlichen Makaronesien sind allerdings kein Spiegelbild der tertiären Lorbeerwälder Europas und des Mittelmeerraums. Diese waren aufgrund der vielfältigeren Standorte und der Anzahl an vorhandenen Herbivoren artenreicher. Einigen Arten mit schweren, nicht flugfähigen Samen gelang außerdem der „Sprung“ auf die Inseln Makaronesiens nicht. So fehlen auf Madeira und auf den anderen Makaronesischen Inseln Eichen, Storaxbäume, Ahorne, Magnoliengewächse und Walnussbäume. Von den 20 Baumarten, die für den madeirischen Lorbeerwald charakteristisch sind, haben dagegen 16 Arten Früchte, die von Vögeln gefressen werden. Die übrigen vier Arten haben Samen, die so leicht sind, dass sie durch den Wind verbreitet werden können.

## Geographie
Der Lorbeerwald Madeiras bedeckt noch etwa 20 % der Inselfläche und hat damit eine Ausbreitung von etwa 150 Quadratkilometern. Als Bergwald befindet er sich auf der Nordseite der Insel in einer Höhe zwischen 300 und 1300 Meter und auf der Südseite zwischen 700 und 1200 Meter.

## Vegetation

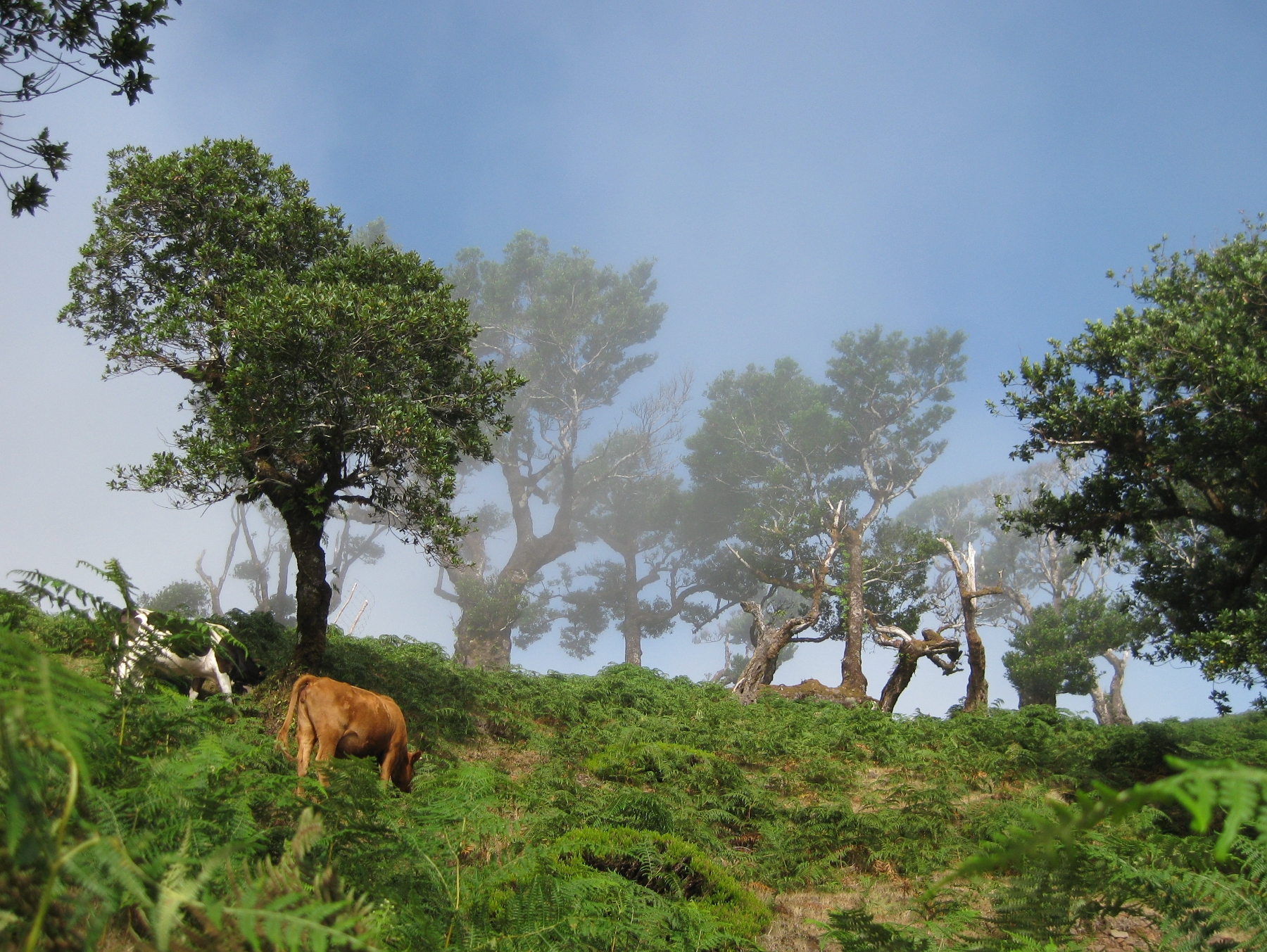
Beweideter Lorbeerwald (Hutewald) als „Reserva de Resto e Silencio“ Fanal

Bedingt durch den Nebelniederschlag sind die Wälder sehr feucht. Zu den charakteristischen Baumarten zählen der Azoren-Lorbeer (Laurus azorica), dessen schwarze, olivenförmige Früchte einen wesentlichen Nahrungsbestandteil der Silberhalstaube darstellen; der Barbusano (Apollonias barbujana); die Kanaren-Stechpalme (Ilex canariensis); die Baumheide (Erica arborea); der Madeira-Holunder (Sambucus lanceolata) sowie der Madeira-Lorbeer (Persea indica), dessen natürliches Vorkommen ebenso wie der Stinklorbeer (Ocotea foetens) auf Madeira, die Kanaren und die Azoren beschränkt ist und zu dessen nahen Verwandten die aus Amerika stammende Avocado (Persea americana) zählt. Der Gagelbaum (Myrica faya) ist ebenfalls eine endemische Art Makaronesiens. Er wurde gegen Ende des 19. Jahrhunderts von portugiesischen Auswanderern auf Hawaii eingeführt und hat sich dort als problematischer Neophyt erwiesen, der sich negativ auf die dortige Biodiversität auswirkt.
Im Unterwuchs des Lorbeerwaldes findet man vor allem Farne. Der Wurzelnde Kettenfarn (Woodwardia radicans) ist dabei mit Wedeln von einer Länge bis zu zwei Metern die größte Art. Zu den Blütenpflanzen des Lorbeerwaldes zählen mit Schöllkraut, Märzveilchen und Hain-Veilchen auch heute noch in Mitteleuropa vertretene Arten. Von den Storchschnäbeln hat Madeira dagegen drei endemische Arten anzubieten. Dazu zählen der Madeira-Storchschnabel (Geranium maderense), der Anemonenblättrige Storchschnabel (Geranium palmatum und Geranium rubescens). Die beiden ersten Storchschnabelarten haben in Europa als Zierpflanzen Verbreitung gefunden.

### Vergleichbare Lorbeerwälder

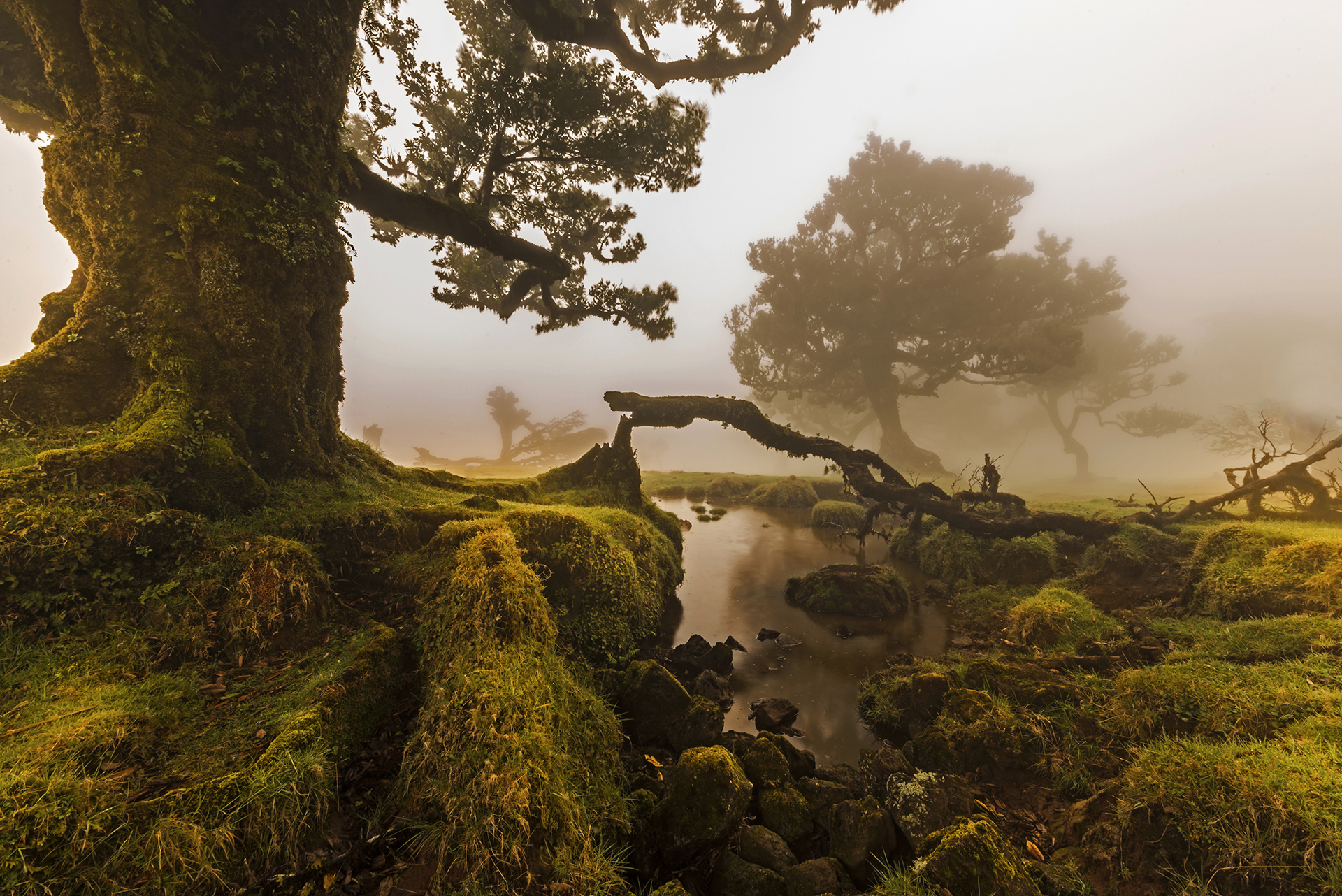
Laurisilva in Madeira

Vergleichbare Lorbeerwälder wie die auf den Kanarischen Inseln sowie auf Madeira und den Azoren gibt es heute nur noch in Südspanien und Nordafrika (Nordmarokko, Nordalgerien und Nordtunesien), wobei sich dort die Pflanzengesellschaften durch Eingriffe des Menschen stark verändert haben. Bei den Lorbeerwäldern, die man beispielsweise in Südspanien und Nordafrika (Nordmarokko, Nordalgerien und Nordtunesien) findet, handelt es sich gleichfalls um luftfeuchte Wälder, deren Charakterarten ebenfalls lorbeerartige Blätter aufweisen.